# Марица
Мари́ца (болг. Марица), Мерич (тур. Meriç), Э́врос (греч. Έβρος, лат. Hebrus) — одна из крупнейших рек на Балканском полуострове. Длина течения Марицы — 490 км, площадь водосборного бассейна — 53 846 км².

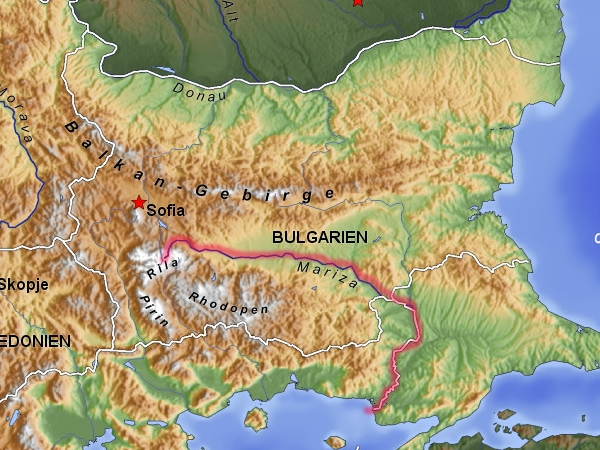
Течение реки показано красной линией

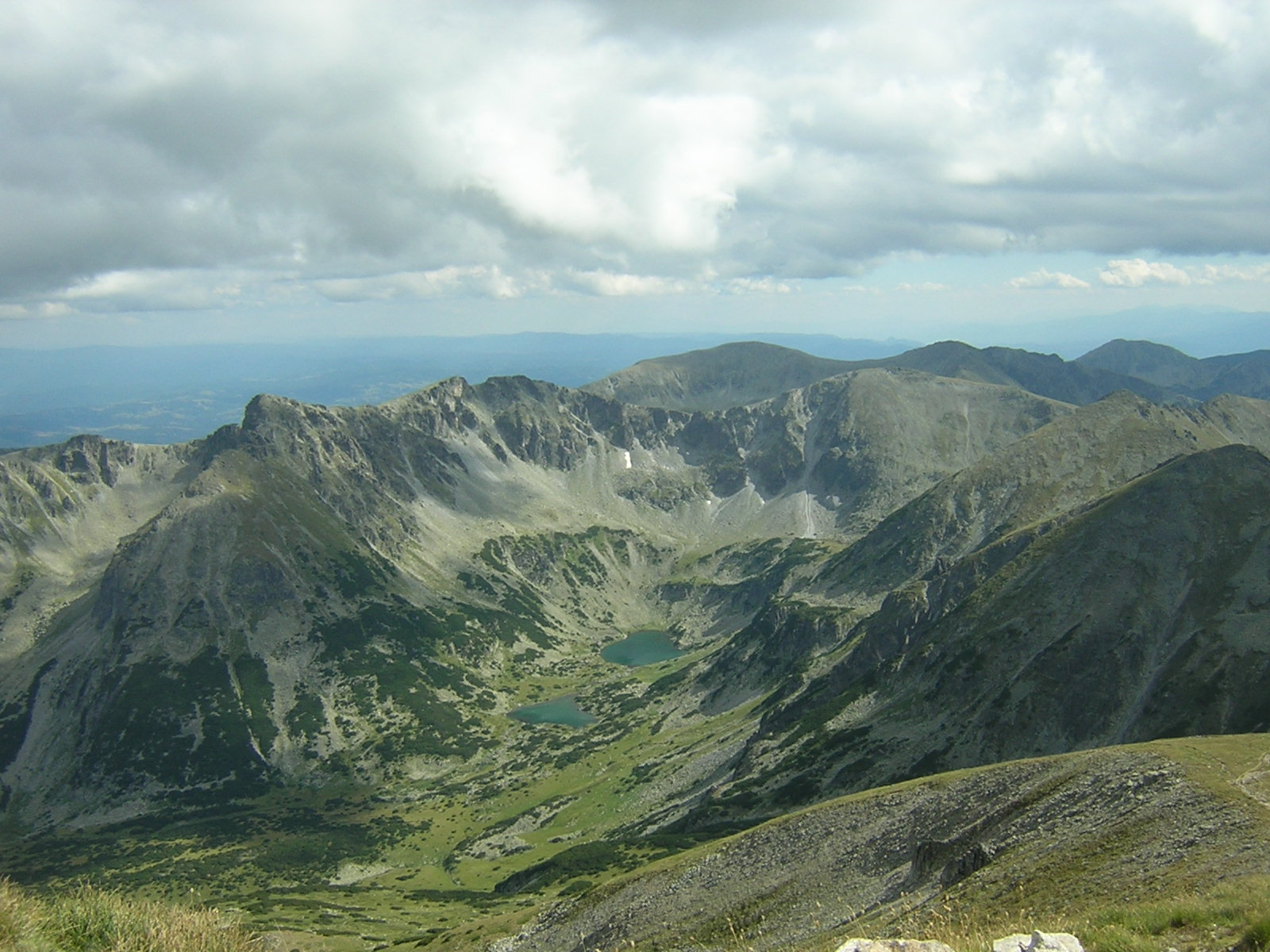
Истоки Марицы — Рильские озёра

Река берёт своё начало у города Долна-Баня в южной Болгарии, в восточной части Рильских гор на высоте 2378 м, затем протекает через широкую равнину — Пловдивскую долину, прорывает цепь холмов под Пловдивом, вступает на греко-турецкую территорию и вместе с тем в самую плодородную часть образующейся по её течению долины. Далее Марица течёт по направлению к Эдирне вдоль восточных отрогов гор Родопы и затем близ Энеза впадает в Эгейское море, образуя заболоченную дельту.
Притоки Марицы: Сазлийка, Гиопсу, Тунджа, Эргене (левые), Кричима, Чепелар, Выча, Ардас, Эритропотамос (правые).
Питание реки по большей части дождевое. В летнее время сильно мелеет. Средний расход воды — около 200 м³/с. В низовьях Марицы нередки паводки, связанные с сильными снегопадами или дождями, выпадающими в верховьях. В частности, серьёзные наводнения привели к затоплению ряда населённых пунктов в Греции и Турции в феврале-марте и августе 2005 года, в марте 2006 года. Особенно сильные паводки отмечались в 2007—2008 годах.
Самое раннее известное название реки — Эврос (εύρος — Алкман, 7-6 века до н. э.). Древнегреческое εύρύs, как и протоиндоевропейское *ewru, означает «широк(-ий/-ая)». Согласно альтернативной теории, «(х)эврос» означает «козел» на фракийском языке. В переводах античной литературы, а также работах по истории античности это название переводится на русский как «Эвр» или «Гебр».
26 сентября 1371 года на Марице в Западной Фракии состоялось сражение между сербскими и оттоманскими войсками, закончившаяся победой последних (битва на Марице или битва при Черномене). В настоящее время по нижнему течению Марицы в соответствии с Лозаннским мирным договором проходит граница между Грецией и Турцией. В 2020 году на 10-километровом участке вдоль реки был построен забор в целях воспрепятствования контрабанде и массовой незаконной эмиграции. В августе 2022 года правительственным советом национальной безопасности Греции KYSEA принято решение о строительстве забора по всей длине пограничного участка реки Марица. Длина границы между Грецией и Турцией по реке составляет около 200 километров.
Начиная от Эдирне (Адрианополя) Марица, хотя и с трудом, но всё-таки доступна для судоходства. Воды реки используются для орошения. Построен ряд ГЭС. На берегах Марицы лежат такие города как Пазарджик, Пловдив, Димитровград (Болгария), Эдирне (Турция).
В честь реки назван пик Марица на острове Ливингстон (Смоленск) антарктического архипелага Южные Шетландские острова.
В автобиографической песне La Maritza французской певицы болгарского происхождения Сильви Вартан река символизирует воспоминания детства.